# Бабанський Михайло Мусійович
Миха́йло Мусі́йович Баба́нський (* 1 вересня 1905 — † 21 липня 1988, Кам'янець-Подільський) — краєзнавець Поділля, громадський діяч, кандидат хімічних наук, доцент.

## Біографічні відомості
Закінчив природничий факультет Донецького інституту народної освіти.
У 1960—1970-х роках працював доцентом Кам'янець-Подільського сільськогосподарського інституту (нині Подільський державний аграрно-технічний університет).
Один із фундаторів (1963) і голова (до 1975 року) Кам'янець-Подільського обласного відділу Географічного товариства УРСР при АН УРСР. Налагодив зв'язки товариства з відповідними науковими установами, вищими навчальними закладами Ленінграда, Москви, Києва, Одеси, Вінниці, Тернополя, Львова, Чернівців, Житомира та ін.
У 1975—1988 роках доклав багато зусиль для створення музею та бібліотеки природи Поділля при Географічному товаристві. Зібрав понад 5 тисяч експонатів та понад 20 тисяч книг і журналів для цього музею.
У 1960—1970-х роках був один з організаторів проведення в Кам'янці-Подільському наукових конференцій із питань вивчення продуктивних сил і природи Поділля.
Досліджував водні ресурси Поділля та їх хімічний склад, вивчав історію краю, цікавився проблемами етнографії, нумізматики.